# Onthakan
Pour plus de détails, voir Fiche technique et Distribution.
Onthakan (thaï : อนธการ) est un film thaïlandais réalisé par Anucha Boonyawatana, sorti en 2015.

## Synopsis
Tam, un jeune homme solitaire persécuté, trouve du réconfort dans les bras de Phum qu'il a rencontré dans une piscine hantée.

## Fiche technique
- Titre : Onthakan
- Titre original : อนธการ
- Titre anglais : The Blue Hour
- Réalisation : Anucha Boonyawatana
- Scénario : Anucha Boonyawatana et Wasuthep Ketpetch
- Musique : Chapavich Temnitikul
- Photographie : Chaiyapruek Chalermpornpanich et Kamolpan Ngiwtong
- Montage : Anuphap Autta et Chonlasit Upanigkit
- Production : Anucha Boonyawatana, Areeya Cheeweewat, Donsaron Kovitvanitcha, Kaneenut Ruengrujira et Puchong Tuntisungwaragul
- Société de production : G Village et 185º Equator
- Pays :  Thaïlande
- Genre : Drame, horreur et fantastique
- Durée : 97 minutes
- Dates de sortie : 
  -  Allemagne : 9 février 2015 (Berlinale)
  -  Thaïlande : 6 août 2015

## Distribution
- Atthaphan Phunsawat : Tam
- Oabnithi Wiwattanawarang : Phum
- Djuangjai Hirunsri (ou Djuangjai Hiransri) : la mère de Tam
- Nithiroj Simkamtom : le père de Tam

## Distinctions
Le film a été présenté dans la sélection Panorama de la Berlinale 2015. Il a également été nommé onze fois aux Suphannahong National Film Awards,.